# 平胜大桥
平胜大桥 是一座位于广东省佛山市的单塔自锚式悬索桥，2006年开通，主跨350m。